# Balaguer
Balaguer − miasto w Hiszpanii w Katalonii w prowincji Lleida, siedziba comarki Noguera. Miasto jest ważnym ośrodkiem przemysłowym w prowincji. Leży przy linii kolejowej Lleida – Puebla de Segur.